# Mirosław Białous
Mirosław Białous (ur. 2 marca 1977 r. w Białej Podlaskiej) – polski teolog i historyk, doktor nauk humanistycznych oraz doktor habilitowany nauk teologicznych; Od 2002 roku kustosz zabytkowego Cmentarza Prawosławnego na Woli w Warszawie.

## Życiorys
W latach 1997–2002 studiował teologię w Chrześcijańskiej Akademii Teologicznej w Warszawie i równocześnie (1998-2001) ekonomię na Wydziale Ekonomii w Wyższej Szkole Działalności Gospodarczej (obecnie Uczelnia Warszawska im. Marii Skłodowskiej-Curie). W roku 2002 ukończył Studium Pedagogiki i Etyki w ChAT w Warszawie. W latach 2007–2011 odbył studia doktoranckie na Wydziale Teologii ChAT. W 2012 r. uzyskał stopień naukowy doktora nauk humanistycznych w zakresie historii starożytnej na Wydziale Nauk Historycznych i Społecznych Uniwersytetu Kardynała Stefana Wyszyńskiego w Warszawie na podstawie rozprawy pt. „Ascetyczny wymiar chrześcijańskiej pokuty. Studium historyczno-patrystyczne” pod kierunkiem ks. prof. dr hab. Józefa Naumowicza. W 2018 r. opublikował pracę habilitacyjną pt. „Antropologiczny wymiar eklezjalnej misyjności na przykładzie doświadczeń kerygmatycznych Prawosławnej Cerkwi Rosyjskiej w periodzie XVII–XIX wieku”.
W 2019 roku, w Wydziale Teologicznym Chrześcijańskiej Akademii Teologicznej w Warszawie, na podstawie dorobku naukowego oraz rozprawy habilitacyjnej uzyskał stopień naukowy doktora habilitowanego nauk teologicznych w zakresie teologii praktycznej.

## Publikacje książkowe
- Święty Paweł Apostoł – zarys życia jako wprowadzenie do zrozumienia Jego posłannictwa, „Bratczyk”, Hajnówka 2015
- Święty Grzegorz Dialog i jego dzieło ewangelizacyjne, „Bratczyk”, Hajnówka 2018
- Antropologiczny wymiar eklezjalnej misyjności na przykładzie doświadczeń kerygmatycznych Prawosławnej Cerkwi Rosyjskiej w periodzie XVII i XIX wieku
- Żywot i działalność kościelna św. Grzegorza Teologa, „Bratczyk”, Hajnówka 2019
- Św. Makary, egipski "Doktor Łaski", „Bratczyk”, Hajnówka 2020
- Misterium Pokuty, "Bratczyk", Hajnówka 2021
- Św. Symeon świadek Świętego Ducha, "Bratczyk", Hajnówka 2022

## Wybrane publikacje
- Łaska Boża i jej aspekt soteriologiczny, „Cerkownyj Wiestnik” Kwartalnik Polskiego Autokefalicznego Kościoła Prawosławnego, wyd. Warszawska Metropolia Prawosławna, 2008 (4)
- Kościół Chrystusowy w aspekcie dogmatyczno-katechetycznym, „Elips” Czasopismo Teologiczne Katedry Teologii Prawosławnej Uniwersytetu w Białymstoku, r. XI (XXII), z. 19-20 (32-33), Białystok 2009[3]
- Historyczno-liturgiczna analiza Kanonu Pokutnego, Wydawnictwo „Bratczyk”, Hajnówka 2009
- Zmartwychwstanie Chrystusa w nauce Kościoła Prawosławnego, Wrocławski Przegląd Teologiczny, Papieski Wydział Teologiczny we Wrocławiu, z. 22 (2014)
- Święty Ewangelista Jan Teolog, Wydawnictwo Ateneum Kapłańskie we Włocławku, 165 (2015), z. 1 (638)[4]
- Rozum i wiara w interpretacji współczesnych teologów prawosławnych, Międzynarodowy Przegląd Teologiczny „COMMUNIO” 35 (2015), nr 2 (190)[5]
- Opatrzność Boża w teologii Kościoła prawosławnego, Rocznik Teologiczny ChAT, rok LII, z. 1-2, Warszawa 2010[6]
- Mistyka św. Serafina z Sarowa i św. Franciszka z Asyżu, „Elips”, Czasopismo Teologiczne Katedry Teologii Prawosławnej Uniwersytetu w Białymstoku, t. 17, 2015[7]
- Historyczno-egzegetyczny aspekt prezentacji cudu w Kanie Galilejskiej (J 2,1-11) „Studia Pelplińskie”, 2015 t. XL VIII[8]
- Antropologiczne podstawy przebóstwienia według św. Maksyma Wyznawcy, „Warszawskie Studia Pastoralne”, r. XI, 2016, nr 1 (30)
- Kanon Pokutny św. Andrzeja z Krety znakiem nawrócenia. Refleksja antropologiczna. Międzynarodowy Przegląd Teologiczny „COMMUNIO”, nr 3-4 (191-192) 2015
- Wybrane zagadnienia teologii pokuty na osnowie tradycji patrystycznej, „Warszawskie Studia Pastoralne”, r. XI 2016, nr 2 (31)
- Angelologia Dionizego Areopagity w świetle pisma, De divina Hierarchia, „Warszawskie Studia Pastoralne”, r. XI 2016, nr 3 (32)
- Fenomen religii prasłowian, „Elips” Czasopismo Teologiczne Katedry Teologii Prawosławnej Uniwersytetu w Białymstoku, t. 18, 2016[9]